# Oleksandriwka (Odessa, Fontanka)
Oleksandriwka (ukrainisch Олександрівка; russisch Александровка Alexandrowka) ist ein Dorf in der ukrainischen Oblast Odessa mit etwa 3300 Einwohnern (2022).

Panorama Oleksandriwka

Das 1909 gegründete Dorf liegt am Westufer des Dofiniwskyj-Limans (Дофінівський лиман) 28 km südwestlich vom ehemaligen Rajonzentrum Dobroslaw und 21 km nordöstlich vom Oblastzentrum Odessa.
Westlich vom Dorf verläuft die Fernstraße M 14.
Am 12. Juni 2020 wurde das Dorf ein Teil der Landgemeinde Fontanka, bis dahin bildete es zusammen mit der Ansiedlung Switle (Світле) die Landratsgemeinde Oleksandriwka (Олександрівська сільська рада/Oleksandriwska silska rada) im Südwesten des Rajons Lyman.
Am 17. Juli 2020 wurde der Ort Teil des Rajons Odessa.